# Чемпіонат СРСР з футболу 1973 (вища ліга)
Сезон 1973 року у вищій лізі чемпіонату СРСР з футболу — 35-й в історії турнір у вищому дивізіоні футбольної першості Радянського Союзу. Тривав з 7 квітня по 2 листопада 1973 року. Участь у змаганні узяли 16 команд, 2 гірших з яких за результатами сезону полишили елітний дивізіон.
Переможцем сезону стала команда «Арарат» (Єреван), для якої ця перемога у чемпіонаті СРСР стала першою і єдиною в історії.
| Чемпіон СРСР 1973           |
| --------------------------- |
| «Арарат» (Єреван) 1-й титул |

## Підсумкова таблиця
| М  | Команда                    | І  | В  | Нв | Нп | П  | М     | О  | УЄФА   |
| -- | -------------------------- | -- | -- | -- | -- | -- | ----- | -- | ------ |
|    | «Арарат» (Єреван)          | 30 | 18 | 3  | 4  | 5  | 52-26 | 39 | КЧ     |
|    | «Динамо» (Київ)            | 30 | 16 | 4  | 4  | 6  | 44-23 | 36 | КК, СК |
|    | «Динамо» (Москва)          | 30 | 13 | 7  | 3  | 7  | 43-30 | 33 | КУ     |
| 4  | «Спартак» (Москва)         | 30 | 14 | 3  | 5  | 8  | 37-28 | 31 | КУ     |
| 5  | «Динамо» (Тбілісі)         | 30 | 13 | 5  | 2  | 10 | 42-33 | 31 |        |
| 6  | «Шахтар» (Донецьк)         | 30 | 14 | 3  | 4  | 9  | 32-26 | 31 |        |
| 7  | «Зоря» (Ворошиловград)     | 30 | 14 | 1  | 5  | 10 | 38-26 | 29 |        |
| 8  | «Дніпро» (Дніпропетровськ) | 30 | 9  | 8  | 1  | 12 | 36-40 | 26 |        |
| 9  | «Кайрат» (Алма-Ата)        | 30 | 8  | 10 | 1  | 11 | 25-37 | 26 |        |
| 10 | ЦСКА (Москва)              | 30 | 10 | 5  | 4  | 11 | 33-36 | 25 |        |
| 11 | «Зеніт» (Ленінград)        | 30 | 9  | 3  | 9  | 9  | 33-35 | 21 |        |
| 12 | «Пахтакор» (Ташкент)       | 30 | 9  | 2  | 4  | 15 | 37-44 | 20 |        |
| 13 | «Торпедо» (Москва)         | 30 | 9  | 1  | 7  | 13 | 28-37 | 19 |        |
| 14 | «Карпати» (Львів)          | 30 | 8  | 3  | 3  | 16 | 28-48 | 19 |        |
| 15 | «Динамо» (Мінськ)          | 30 | 7  | 3  | 6  | 14 | 21-36 | 17 |        |
| 16 | СКА (Ростов-на-Дону)       | 30 | 3  | 5  | 4  | 18 | 19-43 | 11 |        |

Якщо матч завершувався унічию, призначалися післяматчеві пенальті, переможець у яких отримував 1 очко, переможена по пенальті команда жодних очок не отримувала.
Основний склад чемпіонів: